# Service de l'aumônerie royal canadien
Le Service de l'aumônerie royal canadien (Royal Canadian Chaplain Service en anglais) est une branche des Forces armées canadiennes comprenant les aumôniers militaires. De sa création en 1969 jusqu'en 2014, il portait le nom de Branche des services de l'aumônerie. Le rôle du Service de l'aumônerie royal canadien est de fournir du soutien religieux et spirituel aux membres des Forces armées canadiennes et à leurs familles.

## Annexe